# Els fets del cas de M. Valdemar
Els fets del cas de M. Valdemar (títol original en anglès: The Facts in the Case of M. Valdemar), també conegut com L'estrany cas del Sr. Valdemar o La veritat sobre el cas del Sr. Valdemar, és un conte de l'escriptor nord-americà Edgar Allan Poe publicat per primera volta al 1845 en la revista American Whig Review. Poe jugà amb l'ambigüitat del títol fins a admetre que era un treball purament imaginari dels seus Marginàlia. És un excel·lent exemple de conte de suspens i terror.

## Argument
El narrador, anomenat P., descriu l'interés creixent en el mesmerisme, una pseudociència consistent a imbuir al pacient en un estat hipnòtic per influència del magnetisme (que evolucionaria més endavant cap a la hipnosi). Remarca que, fins a on ell sap, ningú ha mesmeritzat un voluntari en el llindar de la mort, i té curiositat per saber-ne els efectes en un moribund.
El seu amic Valdemar, malalt terminal de tuberculosi, consent a fer l'experiment. Mentre Valdemar entra en trànsit, afirma primer que està morint, i després es mor. P. el deixa en un estat mesmèric durant set mesos, durant els quals manca de pols i respiració, i la seua pell es torna pàl·lida i freda.
P., en acabant, intenta despertar-lo, i en el transcurs de l'operació tot el cos de Valdemar degenera instantàniament, segons el conte, en «una massa gairebé líquida de fastigosa, d'abominable putrefacció.».

## Publicació i acolliment
Els fets del cas de M. Valdemar es publicà alhora al desembre de 1845 en l'American Review: A Whig Journal, i al desembre del mateix any en el Broadway Journal. Molts lectors, tant a Londres com als Estats Units, pensaren que la història era un reportatge periodístic, segons recull el mateix Poe en els seus Marginalia. Robert Collyer, un sanador anglés de visita a Boston, escrigué a Poe afirmant que ell mateix havia dut a terme un experiment semblant per reanimar un home declarat difunt (tot i que en realitat l'home resultà ser un mariner borratxo, reviscolat amb un bany calent). Un altre anglés, anomenat Thomas South, prengué nota de la història per al seu llibre Early Magnetism in its Higher Relations to Humanity, de 1846.
A Anglaterra, la poeta Elizabeth Barrett admirà, dins del terror del conte, l'eficàcia de l'escriptura, i un grup de swedenborgians (seguidors de l'escriptor místic Emanuel Swedenborg) creia que narrava fets reals.
El poeta virginià Philip Pendleton Cooke confessà a Poe que la història li hi havia terroritzat; que era «el més condemnadament versemblant, horrible, esborronador, impactant i enginyós capítol de ficció que ningú pogués concebre o dur a terme. Aquesta veu humana gelatinosa i viscosa! Mai s'havia sentit gens igual».

## Anàlisi
Aquest conte el va traduir al català Carles Riba, traductor de gran part de la seva obra.
El traductor de Poe al castellà, Julio Cortázar, en una ressenya del relat, diu que en Els fets... es revela com en cap altra obra la influència que tingué sobre l'autor la literatura efectista i amb pretensions científiques de la Blackwood's Magazine, revista anglesa famosa en la seua època, tot i que, continua Cortázar, «dels contes del Blackwood a Valdemar hi ha exactament la distància del periodista al poeta».

En aquest sentit, Poe fa descripcions molt detallades i fins i tot amb alts nivells d'horror gràfic (anticipant d'alguna manera l'actual cinema gore). En un cert moment, per exemple, els ulls de Valdemar segreguen «un fluix molt profús d'un licor groguenc (...) d'una olor penetrant i molt ofensiva»; tot i que la imaginació morbosa de Poe arriba al cim expressiu en les línies finals:
| « | tot el seu cos de sobte —en l'espai d'un sol minut o potser de menys—, s'encongí, s'esmicolà, absolutament es podrí sota les meves mans. Sobre el llit, davant de tots els assistents, jeia una massa gairebé líquida de fastigosa, d'abominable putrefacció. | » |

Aquestes fastigoses imatges inspirarien després molts autors del gènere macabre, incloent H. P. Lovecraft. El mateix Lovecraft situa el conte, al costat de Manuscrit trobat en una ampolla, La narració d'Arthur Gordon Pym i altres, entre els més intensos contes d'horror de tipus sobrenatural, que «conferiren al seu autor un lloc inatacable com a pare i font de tota la ficció diabòlica moderna».
Per a Hervey Allen, un dels principals biògrafs de Poe, els relats precursors de la ciència-ficció Von Kempelen i el seu descobriment, Revelació mesmèrica i Els fets del cas de M. Valdemar suposaven sobretot una resposta al gran interés que despertaven entre el públic, en vida de Poe, els darrers descobriments relacionats amb la ciència i la pseudociència, als quals l'autor, però, no donava massa crèdit, a causa de «la seua fe absoluta en la raó, el seu menyspreu per les emocions vulgars i la seua confiança egotista en la pròpia capacitat d'anàlisi». El gran poder de fascinació d'aquests contes era a causa del mestratge de la seua execució. En aquest sentit, Allen afirma que hui dia centenars d'iniciatives semblants d'aquell temps romanen oblidades en volums polsegosos.
En català, Valdemar significa vall de la mar. El nom suggereix alhora un estat sòlid i líquid, i això fa pensar en les línies finals del relat.
La mort de Valdemar per tuberculosi i els intents d'endarrerir-la al més possible poden haver estat suggerits a l'autor per l'estat de la seua esposa, Virginia Clemm. En el moment de la publicació del conte, a ella no li quedaven més que dos anys de vida; la seua mort també fou per tuberculosi. Els detalls tan exactes que traça Poe podrien haver estat suggerits pels patiments que estava assistint en la seua pròpia casa. Poe també podria haver-se inspirat en l'espiritualista i sanador Andrew Jackson Davis, a les conferències del qual sobre mesmerisme havia assistit.